# Ligue des champions de futsal de l'UEFA 2024-2025
Navigation
2023-2024 2025-2026
La Ligue des champions de futsal de l'UEFA 2024-2025 est la 24e édition de la compétition organisée par l'UEFA.
 Le Palma Futsal, double champion d'Europe remet son titre en jeu.

## Format de la compétition
La Ligue des champions 2024-2025 se déroule en quatre tours.
| Tour              | Date du tirage au sort | Dates des matchs     |
| ----------------- | ---------------------- | -------------------- |
| Tour préliminaire | 4 juillet 2024         | 21–25 août 2024      |
| Tour principal    | 4 juillet 2024         | 22–26 octobre 2024   |
| Tour Élite        | 31 octobre 2024        | 26-30 novembre 2024  |
| Phase finale      | 22 février 2025        | 2-4 mai 2025 Le Mans |

## Clubs participants
Quatre nations (Espagne, Portugal, Kazakhstan et Croatie) comptent deux clubs et les huit représentants de ces pays, dont le Palma Futsal, champion en titre, comptent parmi les 23 équipes affichant les plus hauts coefficients qui sont directement qualifiés pour le tour principal.
Les 32 autres équipes débutent au tour préliminaire, avec huit groupes de quatre disputés sous forme de tournoi toutes rondes dans un lieu unique. Les vainqueurs de groupe sont qualifiés pour rejoindre les clubs directement qualifiés pour le tour principal.
Le Tour principal est divisé en deux voies en fonction des coefficients européens. Les trois premiers des quatre groupes de la Voie A intègrent le Tour élite, contrairement au seuls vainqueurs des quatre poules de la Voie B.
Le Tour élite est aussi disputés en groupe de quatre équipes, dont seuls les premiers sont qualifiés pour la finale à quatre.
|                                | Équipes qualifiées auparavant    | Équipes entrant en lice     |
| ------------------------------ | -------------------------------- | --------------------------- |
| Tour préliminaire (32 équipes) | -                                | - 32 équipes                |
| Tour principal (32 équipes)    | - 8 qualifiés du Tour prélim.    | - 24 meilleurs coefficients |
| Tour élite (16 équipes)        | - 16 qualifiés du Tour principal | -                           |
| Finale à 4 (4 équipes)         | - 4 qualifiés du Tour élite      | -                           |

## Tour préliminaire
Les premiers de chaque groupe se qualifient pour le Tour principal - Voie B. Un club par groupe est désigné pays hôte H.

### Groupe A
| Rang | Équipe               | Pts | J | G | N | P | Bp | Bc | Diff |  | Résultats            |  |     |     |     |
| ---- | -------------------- | --- | - | - | - | - | -- | -- | ---- |  | -------------------- |  | --- | --- | --- |
| 1    | Futsal Club FORCA H  | 9   | 3 | 3 | 0 | 0 | 21 | 7  | +14  |  | Futsal Club FORCA H  |  | 8-2 | 4-2 | 9-3 |
| 2    | KMF Titograd         | 6   | 3 | 2 | 0 | 1 | 9  | 12 | -3   |  | KMF Titograd         |  |     | 3-2 | 4-2 |
| 3    | Blue Magic FC Dublin | 3   | 3 | 1 | 0 | 2 | 9  | 10 | -1   |  | Blue Magic FC Dublin |  |     |     | 5-3 |
| 4    | Ranger's FC          | 0   | 3 | 0 | 0 | 3 | 8  | 18 | -10  |  | Ranger's FC          |  |     |     |     |

### Groupe B
| Rang | Équipe            | Pts | J | G | N | P | Bp | Bc | Diff |  | Résultats         |  |     |      |     |
| ---- | ----------------- | --- | - | - | - | - | -- | -- | ---- |  | ----------------- |  | --- | ---- | --- |
| 1    | Futsal Minerva    | 9   | 3 | 3 | 0 | 0 | 24 | 3  | +21  |  | Futsal Minerva    |  | 5-2 | 14-0 | 5-1 |
| 2    | Amigo Northwest H | 6   | 3 | 2 | 0 | 1 | 12 | 8  | +4   |  | Amigo Northwest H |  |     | 3-1  | 7-2 |
| 3    | FC Fiorentino     | 3   | 3 | 1 | 0 | 2 | 4  | 18 | -14  |  | FC Fiorentino     |  |     |      | 3-1 |
| 4    | Pro Futsal Cymru  | 0   | 3 | 0 | 0 | 3 | 4  | 15 | -11  |  | Pro Futsal Cymru  |  |     |      |     |

### Groupe C
| Rang | Équipe          | Pts | J | G | N | P | Bp | Bc | Diff |  | Résultats       |  |     |     |     |
| ---- | --------------- | --- | - | - | - | - | -- | -- | ---- |  | --------------- |  | --- | --- | --- |
| 1    | Akaa Futsal     | 7   | 3 | 2 | 1 | 0 | 16 | 5  | +11  |  | Akaa Futsal     |  | 4-2 | 3-3 | 9-0 |
| 2    | TSV Weilimdorf  | 6   | 3 | 2 | 0 | 1 | 12 | 8  | +4   |  | TSV Weilimdorf  |  |     | 3-2 | 7-2 |
| 3    | Tirana Futsal H | 4   | 3 | 1 | 1 | 1 | 8  | 7  | +1   |  | Tirana Futsal H |  |     |     | 3-1 |
| 4    | Ísbjörninn      | 0   | 3 | 0 | 0 | 3 | 3  | 19 | -16  |  | Ísbjörninn      |  |     |     |     |

### Groupe D
| Rang | Équipe                   | Pts | J | G | N | P | Bp | Bc | Diff |  | Résultats                |  |     |     |     |
| ---- | ------------------------ | --- | - | - | - | - | -- | -- | ---- |  | ------------------------ |  | --- | --- | --- |
| 1    | Tigers Roermond          | 9   | 3 | 3 | 0 | 0 | 13 | 7  | +6   |  | Tigers Roermond          |  | 6-4 | 3-2 | 4-1 |
| 2    | Yerevan Futsal Club      | 6   | 3 | 2 | 0 | 1 | 11 | 9  | +2   |  | Yerevan Futsal Club      |  |     | 3-2 | 4-1 |
| 3    | Manchester Futsal Club H | 3   | 3 | 1 | 0 | 2 | 10 | 8  | +2   |  | Manchester Futsal Club H |  |     |     | 6-2 |
| 4    | Istambul Şişli SK        | 0   | 3 | 0 | 0 | 3 | 4  | 14 | -10  |  | Istambul Şişli SK        |  |     |     |     |

### Groupe E
| Rang | Équipe                 | Pts | J | G | N | P | Bp | Bc | Diff |  | Résultats              |  |     |     |      |
| ---- | ---------------------- | --- | - | - | - | - | -- | -- | ---- |  | ---------------------- |  | --- | --- | ---- |
| 1    | Catania C/5            | 9   | 3 | 3 | 0 | 0 | 19 | 3  | +16  |  | Catania C/5            |  | 4-0 | 6-2 | 9-1  |
| 2    | Utleira Idrettslag     | 6   | 3 | 2 | 0 | 1 | 9  | 7  | +2   |  | Utleira Idrettslag     |  |     | 4-3 | 5-0  |
| 3    | Hjørring Futsal Klub H | 3   | 3 | 1 | 0 | 2 | 16 | 11 | +5   |  | Hjørring Futsal Klub H |  |     |     | 11-1 |
| 4    | Europa FC              | 0   | 3 | 0 | 0 | 3 | 2  | 25 | -23  |  | Europa FC              |  |     |     |      |

### Groupe F
| Rang | Équipe                  | Pts | J | G | N | P | Bp | Bc | Diff |  | Résultats               |  |     |     |     |
| ---- | ----------------------- | --- | - | - | - | - | -- | -- | ---- |  | ----------------------- |  | --- | --- | --- |
| 1    | FC Diamant Linz H       | 9   | 3 | 3 | 0 | 0 | 17 | 3  | +14  |  | FC Diamant Linz H       |  | 3-1 | 5-2 | 9-0 |
| 2    | AEK Futsal Club         | 6   | 3 | 2 | 0 | 1 | 9  | 8  | +1   |  | AEK Futsal Club         |  |     | 5-4 | 3-1 |
| 3    | AEL Limassol            | 3   | 3 | 1 | 0 | 2 | 10 | 11 | -1   |  | AEL Limassol            |  |     |     | 4-1 |
| 4    | Aberdeen Futsal Academy | 0   | 3 | 0 | 0 | 3 | 2  | 16 | -14  |  | Aberdeen Futsal Academy |  |     |     |     |

### Groupe G
| Rang | Équipe                 | Pts | J | G | N | P | Bp | Bc | Diff |  | Résultats              |  |     |     |     |
| ---- | ---------------------- | --- | - | - | - | - | -- | -- | ---- |  | ---------------------- |  | --- | --- | --- |
| 1    | NV Georgians           | 9   | 3 | 3 | 0 | 0 | 16 | 3  | +13  |  | NV Georgians           |  | 6-2 | 2-0 | 8-1 |
| 2    | MNK Široki Brijeg      | 6   | 3 | 2 | 0 | 1 | 9  | 8  | +1   |  | MNK Široki Brijeg      |  |     | 4-2 | 3-0 |
| 3    | FC Clic Chişinău H     | 3   | 3 | 1 | 0 | 2 | 5  | 8  | -3   |  | FC Clic Chişinău H     |  |     |     | 3-2 |
| 4    | Maccabi Netanya Futsal | 0   | 3 | 0 | 0 | 3 | 3  | 14 | -11  |  | Maccabi Netanya Futsal |  |     |     |     |

### Groupe H
| Rang | Équipe                  | Pts | J | G | N | P | Bp | Bc | Diff |  | Résultats               |  |     |      |     |
| ---- | ----------------------- | --- | - | - | - | - | -- | -- | ---- |  | ----------------------- |  | --- | ---- | --- |
| 1    | Uddevalla Futsal Club H | 9   | 3 | 3 | 0 | 0 | 18 | 8  | +10  |  | Uddevalla Futsal Club H |  | 4-3 | 10-3 | 4-2 |
| 2    | Araz Naxçivan           | 6   | 3 | 2 | 0 | 1 | 17 | 5  | +12  |  | Araz Naxçivan           |  |     | 7-0  | 7-1 |
| 3    | Sillamäe Silla FC       | 3   | 3 | 1 | 0 | 2 | 9  | 22 | -13  |  | Sillamäe Silla FC       |  |     |      | 6-5 |
| 4    | Sparta Belfast          | 0   | 3 | 0 | 0 | 3 | 8  | 17 | -9   |  | Sparta Belfast          |  |     |      |     |

## Tour principal

### Voie A
Les trois premiers de chaque groupe se qualifient pour le tour Élite. Un club par groupe est désigné pays hôte H.

#### Groupe 1
| Rang | Équipe               | Pts | J | G | N | P | Bp | Bc | Diff |  | Résultats            |  |     |     |     |
| ---- | -------------------- | --- | - | - | - | - | -- | -- | ---- |  | -------------------- |  | --- | --- | --- |
| 1    | Jimbee Cartagena     | 5   | 3 | 1 | 2 | 0 | 9  | 6  | +3   |  | Jimbee Cartagena     |  | 1-1 | 4-4 | 4-1 |
| 2    | Record Bielsko-Biała | 5   | 3 | 1 | 2 | 0 | 6  | 4  | +2   |  | Record Bielsko-Biała |  |     | 3-1 | 2-2 |
| 3    | Anderlecht Futsal H  | 4   | 3 | 1 | 1 | 1 | 13 | 9  | +4   |  | Anderlecht Futsal H  |  |     |     | 8-2 |
| 4    | FC HIT Kiev          | 1   | 3 | 0 | 1 | 2 | 5  | 14 | -9   |  | FC HIT Kiev          |  |     |     |     |

#### Groupe 2
| Rang | Équipe            | Pts | J | G | N | P | Bp | Bc | Diff |  | Résultats         |  |     |     |     |
| ---- | ----------------- | --- | - | - | - | - | -- | -- | ---- |  | ----------------- |  | --- | --- | --- |
| 1    | SC Braga          | 7   | 3 | 2 | 1 | 0 | 11 | 3  | +8   |  | SC Braga          |  | 2-2 | 4-1 | 5-0 |
| 2    | MNK Olmissum      | 5   | 3 | 1 | 2 | 0 | 10 | 6  | +4   |  | MNK Olmissum      |  |     | 2-2 | 6-2 |
| 3    | SK Plzeň          | 2   | 3 | 0 | 2 | 1 | 8  | 11 | -3   |  | SK Plzeň          |  |     |     | 5-5 |
| 4    | FC Prishtina 01 H | 1   | 3 | 0 | 1 | 2 | 7  | 16 | -9   |  | FC Prishtina 01 H |  |     |     |     |

#### Groupe 3
| Rang | Équipe              | Pts | J | G | N | P | Bp | Bc | Diff |  | Résultats           |  |     |     |     |
| ---- | ------------------- | --- | - | - | - | - | -- | -- | ---- |  | ------------------- |  | --- | --- | --- |
| 1    | Palma Futsal H      | 9   | 3 | 3 | 0 | 0 | 18 | 2  | +16  |  | Palma Futsal H      |  | 4-0 | 9-1 | 5-1 |
| 2    | United Galati       | 4   | 3 | 1 | 1 | 1 | 5  | 7  | -2   |  | United Galati       |  |     | 2-2 | 3-1 |
| 3    | MNK Futsal Dinamo   | 2   | 3 | 0 | 2 | 1 | 5  | 13 | -8   |  | MNK Futsal Dinamo   |  |     |     | 2-2 |
| 4    | Futsal Klub Dobovec | 1   | 3 | 0 | 1 | 2 | 4  | 10 | -6   |  | Futsal Klub Dobovec |  |     |     |     |

#### Groupe 4
| Rang | Équipe            | Pts | J | G | N | P | Bp | Bc | Diff |  | Résultats         |  |     |     |     |
| ---- | ----------------- | --- | - | - | - | - | -- | -- | ---- |  | ----------------- |  | --- | --- | --- |
| 1    | Kairat Almaty H   | 9   | 3 | 3 | 0 | 0 | 12 | 3  | +9   |  | Kairat Almaty H   |  | 3-2 | 5-1 | 4-0 |
| 2    | Sporting CP       | 6   | 3 | 2 | 0 | 1 | 10 | 7  | +3   |  | Sporting CP       |  |     | 6-4 | 2-0 |
| 3    | Futsal Club Semey | 3   | 3 | 1 | 0 | 2 | 11 | 12 | -1   |  | Futsal Club Semey |  |     |     | 6-1 |
| 4    | Haladás VSE       | 0   | 3 | 0 | 0 | 3 | 1  | 12 | -11  |  | Haladás VSE       |  |     |     |     |

### Voie B
Le premier de chaque groupe se qualifie pour le tour Élite. Un club par groupe est désigné pays hôte H.

#### Groupe 5
| Rang | Équipe                | Pts | J | G | N | P | Bp | Bc | Diff |  | Résultats             |  |     |     |     |
| ---- | --------------------- | --- | - | - | - | - | -- | -- | ---- |  | --------------------- |  | --- | --- | --- |
| 1    | Étoile Lavalloise H   | 9   | 3 | 3 | 0 | 0 | 17 | 5  | +12  |  | Étoile Lavalloise H   |  | 4-0 | 4-3 | 8-2 |
| 2    | Futsal Minerva        | 6   | 3 | 2 | 0 | 1 | 6  | 6  | 0    |  | Futsal Minerva        |  |     | 2-1 | 4-1 |
| 3    | FC Stalitsa Minsk     | 3   | 3 | 1 | 0 | 2 | 7  | 7  | 0    |  | FC Stalitsa Minsk     |  |     |     | 3-1 |
| 4    | Uddevalla Futsal Club | 0   | 3 | 0 | 0 | 3 | 4  | 16 | -12  |  | Uddevalla Futsal Club |  |     |     |     |

#### Groupe 6
| Rang | Équipe            | Pts | J | G | N | P | Bp | Bc | Diff |  | Résultats         |  |     |     |     |
| ---- | ----------------- | --- | - | - | - | - | -- | -- | ---- |  | ----------------- |  | --- | --- | --- |
| 1    | Riga Futsal Club  | 9   | 3 | 3 | 0 | 0 | 13 | 3  | +10  |  | Riga Futsal Club  |  | 5-1 | 3-1 | 5-1 |
| 2    | KMF FON Banjica H | 6   | 3 | 2 | 0 | 1 | 7  | 8  | -1   |  | KMF FON Banjica H |  |     | 4-2 | 2-1 |
| 3    | Tigers Roermond   | 3   | 3 | 1 | 0 | 2 | 11 | 10 | +1   |  | Tigers Roermond   |  |     |     | 8-3 |
| 4    | Futsal Club FORCA | 0   | 3 | 0 | 0 | 3 | 5  | 15 | -10  |  | Futsal Club FORCA |  |     |     |     |

#### Groupe 7
| Rang | Équipe                   | Pts | J | G | N | P | Bp | Bc | Diff |  | Résultats                |  |     |     |     |
| ---- | ------------------------ | --- | - | - | - | - | -- | -- | ---- |  | ------------------------ |  | --- | --- | --- |
| 1    | Futsal Klub Lučenec H    | 9   | 3 | 3 | 0 | 0 | 9  | 4  | +5   |  | Futsal Klub Lučenec H    |  | 3-2 | 5-2 | 1-0 |
| 2    | Luxol St. Andrews Futsal | 6   | 3 | 2 | 0 | 1 | 8  | 5  | +3   |  | Luxol St. Andrews Futsal |  |     | 4-1 | 2-1 |
| 3    | Akaa Futsal              | 3   | 3 | 1 | 0 | 2 | 6  | 10 | -4   |  | Akaa Futsal              |  |     |     | 3-1 |
| 4    | NV Georgians             | 0   | 3 | 0 | 0 | 3 | 2  | 6  | -4   |  | NV Georgians             |  |     |     |     |

#### Groupe 8
| Rang | Équipe            | Pts | J | G | N | P | Bp | Bc | Diff |  | Résultats         |  |     |     |     |
| ---- | ----------------- | --- | - | - | - | - | -- | -- | ---- |  | ----------------- |  | --- | --- | --- |
| 1    | Catania C/5 H     | 9   | 3 | 3 | 0 | 0 | 15 | 4  | +11  |  | Catania C/5 H     |  | 6-2 | 7-2 | 2-0 |
| 2    | Kauno Žalgiris    | 6   | 3 | 2 | 0 | 1 | 14 | 6  | +8   |  | Kauno Žalgiris    |  |     | 5-0 | 7-0 |
| 3    | FC Diamant Linz   | 3   | 3 | 1 | 0 | 2 | 7  | 14 | -7   |  | FC Diamant Linz   |  |     |     | 5-2 |
| 4    | FC Differdange 03 | 0   | 3 | 0 | 0 | 3 | 2  | 14 | -12  |  | FC Differdange 03 |  |     |     |     |

## Tour Élite
| [[Fichier:Europe laea location map with borders.svg\|600px\|{{#if:\|{{{alt}}}\|Ligue des champions de futsal de l'UEFA 2024-2025 est dans la page Europe .]]Jimbee Cartagena Palma Futsal SC Braga Sporting CP MNK Olmissum MNK Futsal Dinamo Catania C/5 Kairat Almaty Étoile Lavalloise Anderlecht Futsal SK Plzeň United Galati Record Bielsko-Biała Riga Futsal Club Futsal Klub Lučenec Localisation géographique des clubs participant au tour Élite. · Rouge: Groupe A - Vert: Groupe B - Bleu: Groupe C - Jaune: Groupe D. | [[Fichier:Kazakhstan adm location map.svg\|300px\|{{#if:\|{{{alt}}}\|Ligue des champions de futsal de l'UEFA 2024-2025 est dans la page Kazakhstan.]]Kairat Almaty Futsal Club Semey Localisation géographique du club kazakh participant au tour Élite. · Vert: Groupe B - Jaune: Groupe D. |

### Format et tirage au sort
Le tirage au sort du tour Élite a lieu le 31 octobre 2024. Les rencontres se disputent du 26 au 30 novembre 2024. Un club par groupe est désigné pays hôte H. Les premiers de chaque groupe sont qualifiés pour la phase finale au mois de mai 2025.
Au total, 16 équipes participent au tour Élite. Le classement des équipes étant basé sur leurs résultats au tour précédent :
- Chapeau 1 : les 1er de groupe du tour principal de la voie A
- Chapeau 2 : les 2e de groupe du tour principal de la voie A
- Chapeau 3 et 4 : les 3e de groupe du tour principal de la voie A et les 1er de groupe du tour principal de la voie B

| Chapeau 1                                            | Chapeau 2                                                   | Chapeau 3 et 4                                                 | Chapeau 3 et 4                                                     |
| ---------------------------------------------------- | ----------------------------------------------------------- | -------------------------------------------------------------- | ------------------------------------------------------------------ |
| Jimbee Cartagena SC Braga Palma Futsal Kairat Almaty | Record Bielsko-Biała MNK Olmissum United Galati Sporting CP | Anderlecht Futsal SK Plzeň MNK Futsal Dinamo Futsal Club Semey | Étoile Lavalloise Riga Futsal Club Futsal Klub Lučenec Catania C/5 |

### Groupe A
| Rang | Équipe             | Pts | J | G | N | P | Bp | Bc | Diff |
| ---- | ------------------ | --- | - | - | - | - | -- | -- | ---- |
| 1    | Jimbee Cartagena H | 9   | 3 | 3 | 0 | 0 | 18 | 3  | +15  |
| 2    | Riga Futsal Club   | 3   | 3 | 1 | 0 | 2 | 9  | 7  | +2   |
| 3    | Catania C/5        | 3   | 3 | 1 | 0 | 2 | 6  | 13 | -7   |
| 4    | United Galati      | 3   | 3 | 1 | 0 | 2 | 4  | 14 | -10  |

| Date             | Lieu                                         | Équipe 1         | Résultat | Équipe 2         |
| ---------------- | -------------------------------------------- | ---------------- | -------- | ---------------- |
| 27 novembre 2024 | Palacio de Deportes de Cartagena, Carthagène | United Galati    | 0 – 6    | Riga Futsal Club |
| 27 novembre 2024 | Palacio de Deportes de Cartagena, Carthagène | Catania C/5      | 1 – 8    | Jimbee Cartagena |
| 28 novembre 2024 | Palacio de Deportes de Cartagena, Carthagène | Catania C/5      | 2 – 3    | United Galati    |
| 28 novembre 2024 | Palacio de Deportes de Cartagena, Carthagène | Jimbee Cartagena | 4 – 1    | Riga Futsal Club |
| 30 novembre 2024 | Palacio de Deportes de Cartagena, Carthagène | Riga Futsal Club | 2 – 3    | Catania C/5      |
| 30 novembre 2024 | Palacio de Deportes de Cartagena, Carthagène | Jimbee Cartagena | 6 – 1    | United Galati    |

### Groupe B
| Rang | Équipe              | Pts | J | G | N | P | Bp | Bc | Diff |
| ---- | ------------------- | --- | - | - | - | - | -- | -- | ---- |
| 1    | Kairat Almaty       | 9   | 3 | 3 | 0 | 0 | 10 | 3  | +7   |
| 2    | Étoile Lavalloise   | 4   | 3 | 1 | 1 | 1 | 10 | 11 | -1   |
| 3    | MNK Olmissum        | 2   | 3 | 0 | 2 | 1 | 5  | 6  | -1   |
| 4    | MNK Futsal Dinamo H | 1   | 3 | 0 | 1 | 2 | 5  | 10 | -5   |

| Date             | Lieu                       | Équipe 1          | Résultat | Équipe 2          |
| ---------------- | -------------------------- | ----------------- | -------- | ----------------- |
| 27 novembre 2024 | KC Dražen Petrovic, Zagreb | Kairat Almaty     | 4 – 2    | Étoile Lavalloise |
| 27 novembre 2024 | KC Dražen Petrovic, Zagreb | MNK Olmissum      | 1 – 1    | MNK Futsal Dinamo |
| 28 novembre 2024 | KC Dražen Petrovic, Zagreb | MNK Olmissum      | 0 – 1    | Kairat Almaty     |
| 28 novembre 2024 | KC Dražen Petrovic, Zagreb | MNK Futsal Dinamo | 3 – 4    | Étoile Lavalloise |
| 30 novembre 2024 | KC Dražen Petrovic, Zagreb | Étoile Lavalloise | 4 – 4    | MNK Olmissum      |
| 30 novembre 2024 | KC Dražen Petrovic, Zagreb | MNK Futsal Dinamo | 1 – 5    | Kairat Almaty     |

### Groupe C
| Rang | Équipe            | Pts | J | G | N | P | Bp | Bc | Diff |
| ---- | ----------------- | --- | - | - | - | - | -- | -- | ---- |
| 1    | Sporting CP H     | 7   | 3 | 2 | 1 | 0 | 15 | 7  | +8   |
| 2    | Anderlecht Futsal | 6   | 3 | 2 | 0 | 1 | 10 | 7  | +3   |
| 3    | SC Braga          | 4   | 3 | 1 | 1 | 1 | 9  | 12 | -3   |
| 4    | SK Plzeň          | 0   | 3 | 0 | 0 | 3 | 6  | 14 | -8   |

| Date             | Lieu                          | Équipe 1          | Résultat | Équipe 2          |
| ---------------- | ----------------------------- | ----------------- | -------- | ----------------- |
| 26 novembre 2024 | Pavilhão João Rocha, Lisbonne | SC Braga          | 4 – 2    | SK Plzeň          |
| 26 novembre 2024 | Pavilhão João Rocha, Lisbonne | Anderlecht Futsal | 1 – 4    | Sporting CP       |
| 27 novembre 2024 | Pavilhão João Rocha, Lisbonne | Anderlecht Futsal | 6 – 1    | SC Braga          |
| 27 novembre 2024 | Pavilhão João Rocha, Lisbonne | Sporting CP       | 7 – 2    | SK Plzeň          |
| 29 novembre 2024 | Pavilhão João Rocha, Lisbonne | SK Plzeň          | 2 – 3    | Anderlecht Futsal |
| 29 novembre 2024 | Pavilhão João Rocha, Lisbonne | Sporting CP       | 4 – 4    | SC Braga          |

### Groupe D
| Rang | Équipe               | Pts | J | G | N | P | Bp | Bc | Diff |
| ---- | -------------------- | --- | - | - | - | - | -- | -- | ---- |
| 1    | Palma Futsal H       | 7   | 3 | 2 | 1 | 0 | 11 | 5  | +6   |
| 2    | Futsal Club Semey    | 6   | 3 | 2 | 0 | 1 | 14 | 5  | +9   |
| 3    | Record Bielsko-Biała | 4   | 3 | 1 | 1 | 1 | 6  | 9  | -3   |
| 4    | Futsal Klub Lučenec  | 0   | 3 | 0 | 0 | 3 | 3  | 15 | -12  |

| Date             | Lieu                                                  | Équipe 1             | Résultat | Équipe 2             |
| ---------------- | ----------------------------------------------------- | -------------------- | -------- | -------------------- |
| 27 novembre 2024 | Palau Municipal d'Esports Son Moix, Palma de Majorque | Record Bielsko-Biała | 3 – 1    | Futsal Klub Lučenec  |
| 27 novembre 2024 | Palau Municipal d'Esports Son Moix, Palma de Majorque | Futsal Club Semey    | 1 – 4    | Palma Futsal         |
| 28 novembre 2024 | Palau Municipal d'Esports Son Moix, Palma de Majorque | Futsal Club Semey    | 5 – 0    | Record Bielsko-Biała |
| 28 novembre 2024 | Palau Municipal d'Esports Son Moix, Palma de Majorque | Palma Futsal         | 4 – 1    | Futsal Klub Lučenec  |
| 30 novembre 2024 | Palau Municipal d'Esports Son Moix, Palma de Majorque | Futsal Klub Lučenec  | 1 – 8    | Futsal Club Semey    |
| 30 novembre 2024 | Palau Municipal d'Esports Son Moix, Palma de Majorque | Record Bielsko-Biała | 3 – 3    | Palma Futsal         |

## Phase finale
Les quatre vainqueurs du tour Élite dispute la phase finale qui se déroule du 2 au 4 mai 2025 dans la salle d'Antarès au Mans en France.

### Équipes qualifiées
| Groupe | Équipe           | Phase finale | Dernière participation | Meilleure performance  |
| ------ | ---------------- | ------------ | ---------------------- | ---------------------- |
| A      | Jimbee Cartagena | 1er          | -                      | Première participation |
| B      | Kairat Almaty    | 10e          | 2021                   | Vainqueur (2013, 2015) |
| C      | Sporting CP      | 12e          | 2024                   | Vainqueur (2019, 2021) |
| D      | Palma Futsal     | 3e           | 2024                   | Vainqueur (2023, 2024) |

### Tableau

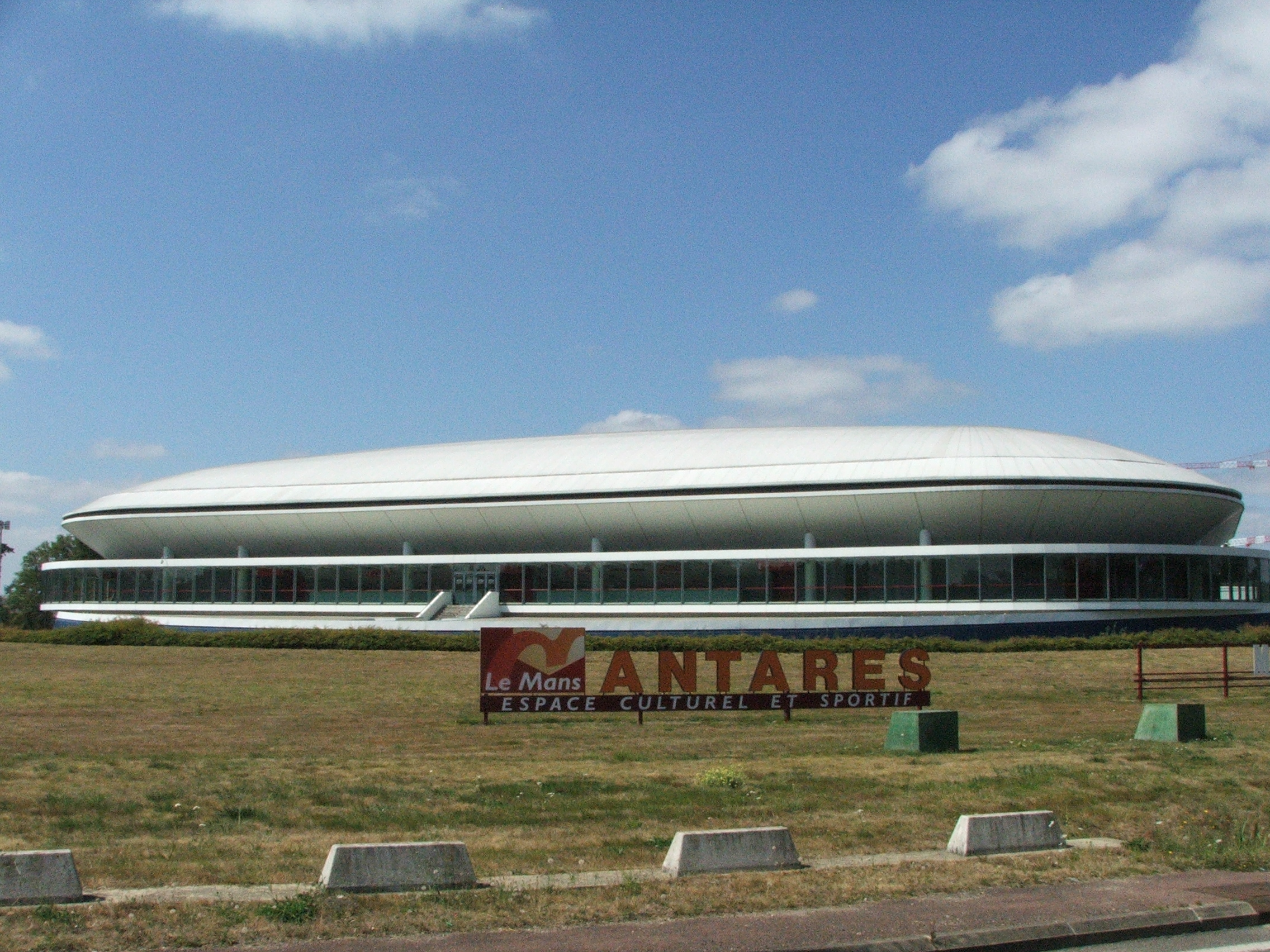
Antarès

|  | Demi-finales     | Demi-finales     | Demi-finales | Demi-finales |                               |               | Finale     | Finale     | Finale     | Finale     |
|  |                  |                  |              |              |                               |               |            |            |            |            |
|  | 2 mai 2025       | 2 mai 2025       | 2 mai 2025   | 2 mai 2025   |                               |               | 4 mai 2025 | 4 mai 2025 | 4 mai 2025 | 4 mai 2025 |
|  | Kairat Almaty    | Kairat Almaty    | 3            | 3            |                               |               | 4 mai 2025 | 4 mai 2025 | 4 mai 2025 | 4 mai 2025 |
|  | Kairat Almaty    | Kairat Almaty    | 3            | 3            |                               |               | 4 mai 2025 | 4 mai 2025 | 4 mai 2025 | 4 mai 2025 |
|  | Jimbee Cartagena | Jimbee Cartagena | 2            | 2            |                               |               | 4 mai 2025 | 4 mai 2025 | 4 mai 2025 | 4 mai 2025 |
|  | Jimbee Cartagena | Jimbee Cartagena | 2            | 2            | Kairat Almaty                 | Kairat Almaty | 4          | 4          |            |            |
|  | 2 mai 2025       |                  |              |              | Kairat Almaty                 | Kairat Almaty | 4          | 4          |            |            |
|  |                  |                  | Palma Futsal | Palma Futsal | 9                             | 9             |            |            |            |            |
|  | Sporting CP      | Sporting CP      | Palma Futsal | Palma Futsal | 9                             | 9             | 0          | 0          |            |            |
|  | Sporting CP      | Sporting CP      |              |              |                               |               |            | 0          |            |            |
|  | Palma Futsal     | Palma Futsal     | 3            | 3            |                               |               |            |            |            |            |
|  | Palma Futsal     | Palma Futsal     | 3            | 3            | Match pour la troisième place |               |            |            |            |            |
|  |                  |                  |              |              |                               |               |            |            |            |            |
|  | 4 mai 2025       |                  |              |              |                               |               |            |            |            |            |
|  | Jimbee Cartagena | Jimbee Cartagena | 2 ap (3)     | 2 ap (3)     |                               |               |            |            |            |            |
|  | Jimbee Cartagena | Jimbee Cartagena | 2 ap (3)     | 2 ap (3)     |                               |               |            |            |            |            |
|  | Sporting CP      | Sporting CP      | 2 tab (1)    | 2 tab (1)    |                               |               |            |            |            |            |
|  | Sporting CP      | Sporting CP      | 2 tab (1)    | 2 tab (1)    |                               |               |            |            |            |            |

### Demi-finales
| 2 mai 2025 | Kairat Almaty | 3 - 2   | Jimbee Cartagena | Antarès, Le Mans |  |
| 18h00      |               | (1 - 1) |                  |                  |  |
| 18h00      | Rapport       |         |                  |                  |  |

| 2 mai 2025 | Sporting CP | 0 - 3   | Palma Futsal | Antarès, Le Mans |  |
| 21h00      |             | (0 - 0) |              |                  |  |
| 21h00      | Rapport     |         |              |                  |  |

### Match pour la troisième place
| 4 mai 2025 | Jimbee Cartagena  | 2 - 2   | Sporting CP | Antarès, Le Mans |  |
| 17h00      |                   | (1 - 1) |             |                  |  |
| 17h00      | Rapport           |         |             |                  |  |
| 17h00      | Tirs au but 3 - 1 |         |             |                  |  |

### Finale
| 4 mai 2025 | Palma Futsal | 9 - 4   | Kairat Almaty | Antarès, Le Mans |  |
| 20h00      |              | (3 - 1) |               |                  |  |
| 20h00      | Rapport      |         |               |                  |  |